# Serrat dels Corrals (Conca de Dalt)
El Serrat dels Corrals és un serrat contrafort de la muntanya de Sant Corneli, pel seu vessant nord, en el terme municipal de Conca de Dalt, en el seu vell terme d'Aramunt.
Pot considerar-se que arrenca dels Horts d'Aramunt, al sud-oest del poble nou d'Aramunt, a 516,1 metres d'altitud, a ran del riu de Carreu, i s'enfila cap al sud, lleugerament decantat cap a llevant, cap amunt de la muntanya de Sant Corneli, fins, aproximadament, els 925 m. alt., on s'integra, amb el Serrat de la Font de la O, en la muntanya i serra de Sant Corneli.